# Tympanota podocarpi
Tympanota podocarpi là một loài bướm đêm trong họ Geometridae.